# Gwiazdozbiór Pieca
Piec (łac. Fornax, dop. Fornacis, skrót For) – mały, 41. co do wielkości, gwiazdozbiór nieba południowego. Pierwotna nazwa, nadana w 1756 roku przez Nicolasa-Louisa de Lacaille, brzmiała Piec chemiczny (łac. Fornax chemica). Chciał on w ten sposób uhonorować francuskiego chemika Antoine Lavoisiera, badacza m.in. reakcji spalania. Nazwa została zmieniona na obecną przez Międzynarodową Unię Astronomiczną w 1928 roku. Liczba gwiazd widocznych nieuzbrojonym okiem: około 35. W Polsce gwiazd tej konstelacji najlepiej wypatrywać w listopadzie, nisko nad południowym horyzontem, mając na uwadze, że górują zaledwie 15° nad horyzontem, poniżej gwiazdozbioru Erydanu.

## Mity i legendy
Starożytni astronomowie widzieli blade gwiazdy tej konstelacji, ale nie połączyli ich we wzór. Piec jest gwiazdozbiorem nowożytnym, nie wiążą się więc z nim żadne mity lub legendy. Ojciec Nicolas Luis de Lacaille wymyślił Piec podczas wizyty w obserwatorium na Przylądku Dobrej Nadziei w latach 1751-1752. Przy okazji dodał duży zakręt wielkiej rzece Erydan, wobec czego płynie ona teraz wokół Pieca, a nie przez niego. Lacaille początkowo nazwał gwiazdozbiór Fornax Chemiae, czyli Piecem Chemicznym, by uczcić sławnego francuskiego chemika Antoine’a Lavoisiera, zgilotynowanego w 1794 roku podczas rewolucji francuskiej. Pół wieku później Johann Elert Bode w wydanej w 1801 Uranographii nazwał ten zbiór gwiazd Apparatus Chemicus. Na tej samej mapie Bode „podkradł” też kilka gwiazd z Pieca i sąsiedniego Rzeźbiarza, by stworzyć Machina Electrica, nowy gwiazdozbiór, który miał uczcić wynalazek generatora elektrycznego. Ten pomysł wzbudził jednak niewielkie zainteresowanie i poza tym wyjątkiem nie było więcej żadnych znaczących zmian w składzie gwiazd Pieca. Jednak większość astronomów była przyzwyczajona do nazwy zaproponowanej przez Lacaille’a, więc ta w roku 1845 została skrócona do jednego słowa.

## Gwiazdy Pieca
Jak wiele z wynalazków Lacaille’a gwiazdy Pieca nie bardzo przypominają figurę związaną z nazwą konstelacji i nie przyciągają specjalnej uwagi obserwatorów. Nie zawiera gwiazd powyżej 4 wielkości.
- Najjaśniejsza gwiazda ma jasność zaledwie 3,80m (Alfa Fornacis; α For) i jest to jedyna gwiazda jaśniejsza od 4m w Piecu. Nazywana jest również Dalim, wcześniej zaś należała do części Erydanu i była oznaczana 12 Eridani. Jest to układ podwójny o okresie obiegu 246 lat w odległości niewiele większej niż odległość Plutona od Słońca, składający się z podolbrzyma typu F oraz słabszej gwiazdy o jasności 7,2m. Składniki są odległe o około 5 sekund łuku, można je rozdzielić przy użyciu teleskopu średnich rozmiarów. Układ ten znajduje się zaledwie 46 lat świetlnych od nas, co sprawia, że ma on znaczny ruch własny. Obserwacje w podczerwieni wskazują na obecność dysku pyłowego wokół podolbrzyma.
- Druga co do jasności gwiazda to Beta Fornacis (β For; 4,45m). Jest świecącym na żółto olbrzymem typu widmowego G leżącym w odległości 169 lat świetlnych. Gwiazda ma towarzysza optycznego o jasności 14m[4].

## Interesujące obiekty
Główną atrakcją Pieca leżącego daleko od Drogi Mlecznej są jego galaktyki.
- Gromada w Piecu to niewielka gromada galaktyk położona na granicy Pieca z Erydanem, w odległości około 65 mln lat świetlnych.
- NGC 1316 (9,4m) jest najjaśniejszą z nich. Jest to gigantyczna, osobliwa galaktyka eliptyczna, znajdująca się w odległości 70 milionów lat świetlnych. Ostrożne szacunki wskazują na liczbę ponad trzech bilionów gwiazd[5]. Jest silnym źródłem promieniowania radiowego - radioźródło zwane Fornax A (czwarte co do jasności na niebie). Posiada liczne, dość chaotycznie ułożone pasma pyłowe, co sugeruje, że powstała w wyniku zlania się wielu mniejszych galaktyk. W 2006 roku zaobserwowano w galaktyce dwie supernowe.
- NGC 1399 (9,9m) to galaktyka eliptyczna znajdująca się w centrum gromady. Wokół niej znajduje się populacja około sześciu tysięcy gromad kulistych[5].
- Innym obiektem w gromadzie Piec jest NGC 1365 - piękna galaktyka spiralna z poprzeczką, prawdopodobnie tak masywna jak Droga Mleczna[6]. Jest to chyba najelegantsza galaktyka spiralna z poprzeczką na ziemskim niebie. Poprzeczka jest widoczna przez 10-centymetrowy teleskop jako mała wydłużona mgła, a 20-centymetrowy teleskop pokaże cienkie ramiona wyglądające jak najdrobniejsze nici babiego lata[1].
- Interesującą galaktyką w Piecu jest NGC 1097 (9,5m) galaktyka spiralna z poprzeczką. Jest odległa od Słońca o 45 milionów lat świetlnych, ma rozmiary około 10 minut łuku. Galaktyka została odkryta przez Williama Herschela w 1790 roku. Niezwykle jasne jądro oraz specyficzne widmo wskazuje na istnienie wewnątrz masywnej czarnej dziury[5].
- Jedną z najjaśniejszych mgławic planetarnych na niebie to NGC 1360. Najmniejsze teleskopy pokazują mgławicę jako wielką szarą mgłę z łatwo dostrzegalną gwiazdą centralną[1].
- Obiekt pozagalaktyczny, znajdujący się w Galaktyce Karłowatej Pieca to gromada kulista NGC 1049, została zidentyfikowana przez Johna Herschela w 1830 roku.

Znajduje się tu również Ultragłębokie Pole Hubble'a (HUDF). Obraz niewielkiego obszaru nieba, powstały dzięki obserwacji Kosmicznym Teleskopem Hubble’a przez niemal milion sekund. Ultragłębokie Pole Hubble’a pokazuje Wszechświat sprzed 13 miliardów lat. Zawiera obraz około 10 000 galaktyk.